# Hosťovce (Nitra)
Hosťovce é um município da Eslováquia, situado no distrito de Zlaté Moravce, na região de Nitra. Tem 16,24 km² de área e sua população em 2018 foi estimada em 751 habitantes.

## Demografia
| Ano:        | 1994 | 2004   | 2014   | 2024   |
| ----------- | ---- | ------ | ------ | ------ |
| Broj ljudi: | 758  | 759    | 757    | 719    |
| Razlika:    |      | +0,13% | -0,26% | -5,01% |

| Ano:               | 2023 | 2024   |
| ------------------ | ---- | ------ |
| Número de pessoas: | 733  | 719    |
| Diferença:         |      | -1,90% |